# Тодорский, Александр Иванович
Алекса́ндр Ива́нович Тодо́рский (8 сентября 1894, с. Деледино, Тверская губерния — 27 августа 1965, Москва) — советский военный деятель, комкор (1935), генерал-лейтенант (1955), публицист.

## Биография
Сын священника Ивана Феодосьевича Тодорского (1870–1939)  и его жены Евлампии Павловны, сельской учительницы. По окончании Краснохолмского духовного училища поступил в Тверскую духовную семинарию, где учился в 1910—12 годах, но из которой ушёл. Позже учился на Высших коммерческих курсах (Петербург).
Сразу после начала первой мировой войны, 7 августа 1914 года он «охотником» поступил на службу в Русскую императорскую армию и зачислен в Свирский 295-й пехотный полк. 11 октября был направлен на учёбу в Ораниенбаумскую школу прапорщиков, которую окончил в январе 1915 года. Воевал в действующей армии в составе 24-го Сибирского стрелкового полка (6-я Сибирская стрелковая дивизия, 5-й Сибирский армейский корпус) сначала младшим офицером роты, а с начала июня 1915 года — начальником полковой сапёрной команды. В боях многократно проявлял храбрость, пользовался большим уважением среди солдат. За два года пребывания на фронте награждён шестью боевыми орденами и трижды производился вне срока в следующие чины «за отличия». Был ранен в бою 2 июня 1916 года на Юго-западном фронте, после излечения с сентября этого года назначен командиром роты.
Имел следующие воинские звания в русской армии: с 10 января 1915 года — прапорщик, с марте 1916 года — подпоручик, с апреля 1916 года — поручик, с сентября 1916 года — штабс-капитан, летом 1917 года произведён в чин капитана.
После Февральской революции избран председателем полкового комитета, с ноября 1917 года — командиром 5-го Сибирского армейского корпуса.
После демобилизации в апреле 1918 года вернулся в Весьегонск и работал редактором уездной газеты и заведующим отделом агитации Весьегонского комитета ВКП(б). В 1919 года — редактор газеты «Известия Тверского губернского исполнительного комитета».
В РККА — добровольно с августа 1919 года. В Гражданскую войну занимал должности: помощник начальника штаба 39-й стрелковой дивизии по оперативной части, командир 2-й бригады 38-й стрелковой дивизии, 1-й бригады 20-й стрелковой дивизии, начальник 32-й стрелковой дивизии.
Осенью 1920 года в Дагестане началось крупное антисоветское восстание, в октябре мятежники захватили крепость Ботлих и окружили Гуниб. На ликвидацию мятежа была направлена 32-я стрелковая дивизия под командованием А. И. Тодорского с приданными ей частями. Об этих боях Тодорский позже писал:

Ленинская доблесть отличала всех наших бойцов. Подвиги носили массовый характер. Впереди всегда были коммунисты и комсомольцы, за ними беззаветно шла вся масса бойцов.— «Правда», 22 февраля 1958 года.
По рекомендации Орджоникидзе в 1923 году Тодорский был направлен в Туркестан — на борьбу с басмачами. Был назначен командующим и членом РВС войск Ферганской области. В короткое время порядок был восстановлен, и 7 ноября 1923 года в Коканде Тодорский получил четвёртый орден. В августе 1924 года военные действия в целом победоносно завершились, и Тодорский получил разрешение на отъезд в Москву для поступления в Военную академию РККА, возглавляемую М. Фрунзе.
В 1927 году окончил Академию и был назначен командиром 5-го стрелкового корпуса (расквартированного под Бобруйском). Делегат XV съезда ВКП(б) с совещательным голосом. Прошёл обучение в военно-учебных заведениях рейхсвера в Германии в конце 1920-х годов.
В 1933—36 годах — начальник и комиссар Военно-воздушной академии имени Н. Е. Жуковского. Получил в эти годы звание комкор. Награждён 25 мая 1936 г. орденом «Красная Звезда» за «выдающиеся личные успехи по овладению боевой авиационной техникой и умелое руководство боевой и политической подготовкой военно-воздушных сил РККА».
Каманин Н. П.:

Шла партийная конференция коммунистов Ленинградского района столицы. В президиуме конференции я сидел рядом с А. И. Тодорским. Внимательно слушал выступающих — рабочих, служащих, ученых, партийных, советских работников. Я слушал, а мой сосед слушал и делал записи в свой блокнот. В перерыве мы разговорились. …
… — Зря так думаете,— укоризненно сказал Тодорский.— Нам все нужно знать, все запомнить. На память не надейтесь, подведет, потускнеет. А жизнь следует видеть во всех её красках. Вот тут с трибуны рассказывал о делах одного цеха рядовой рабочий. Я записал цифры, которые он называл, и характерные выражения. Выступал академик — другой строй речи, иные логические построения, выводы. Все это крайне интересно и, главное, поучительно. Ведь любое собрание, а тем более конференция — это громадная школа политического воспитания.
… После перерыва снова на трибуну поднимались ораторы. По примеру Тодорского я стал записывать в блокнот наиболее интересное из услышанного. А вечером разобрался в записях, вновь осмыслил события дня и убедился в мудрости совета старшего товарища. С тех пор взял за правило дружить с дневником, с карманным блокнотом, присматриваться к людям и их поступкам, осмысливать события, фиксировать их и в памяти и на бумаге. Очень полезно. Да, мудрым человеком был Александр Иванович Тодорский. Ещё в 1918 году, проживая в захолустном Весьегонском уезде, он написал книгу «Год с винтовкой и плугом», которую Владимир Ильич Ленин назвал замечательной и советовал извлечь из неё серьёзнейшие уроки по самым важным вопросам социалистического строительства. Мне как слушателю Александр Иванович Тодорский запомнился требовательным и чутким начальником, создавшим в академии строгий воинский порядок, четкий, хорошо спланированный учебный процесс, отзывчивым старшим товарищем. К нему частенько обращались слушатели со своими нуждами и всегда уходили довольными, даже в тех случаях, когда их просьбы не могли быть удовлетворены.

— Откажет — не обидит. Обещает — сделает! — говорили о нём— Каманин Н. П. Летчики и космонавты. — М.: Политиздат, 1971.
.
В 1936-1938 годах — начальник Управления высших военно-учебных заведений РККА.
В июле 1937 года была арестована его жена Рузя Иосифовна Тодорская (род. 1900), член ВКП(б), начальник техбюро Наркомата тяжёлой промышленности СССР. 9 октября она была расстреляна за участие в антисоветской организации. Затем был арестован и расстрелян его брат Иван, начальник Главного управления химимческой промышленности Наркомата тяжелой промышленности СССР. За А. И. Тодорским началась слежка. С июля 1938 года состоял в распоряжении Управления по комначсоставу РККА (приказ НКО № 1209 от 21.7.1938 г.). В начале сентября 1938 года официально освобождён от должности начальника Управления. Уволен из армии по политическому недоверию 17 сентября 1938 года.
Санкция на арест была дана 16 сентября 1938 года Ежовым и Берия. Арестован 19 сентября 1938 года. Обвинение: «Участник антисоветского и террористического заговора. Находился в связи с Б. М. Фельдманом, занимался вредительством, направленным к подрыву оборонной мощи ВВС». Первый допрос был 23 сентября, тогда же было предъявлено Тодорскому и первое обвинение — по пункту 1 «б» 58 й.статьи УК РСФСР (Измена со стороны военного персонала: расстрел с конфискацией имущества.). На Лубянке во внутренней тюрьме НКВД Тодорский пробыл недолго. Затем его, как не признающего вину и не дающего нужные показания, отправили на несколько месяцев в Лефортовскую тюрьму, где продолжили выбивание показаний. На допросе 2 февраля 1938 года он заявил: «Я ложно показал, что являюсь участником антисоветского военного заговора с ноября 1932 г. и что якобы меня именно в это время завербовал в заговор бывший начальник ГУРККА Фельдман. Фактически же я в это время был в командировке в Монголии и на Дальнем Востоке».
Там же в Лефортово в мае состоялся 15-минутный суд над ним, признавший Тодорского виновным по ст.ст.58-7, 11 и 17-58-8 (участие в заговоре, вербовка для него членов и вредительство в Военно-воздушной академии и УВВУЗе).
4 мая 1939 года был приговорён Военной Коллегией Верховного Суда СССР к 15 годам лагерей с последующим поражением в правах на 5 лет, лишению звания комкора и конфискации имущества. Во время заседания Коллегии вину свою отрицал. Отбывал срок в Ухто-Ижемском лагере, Тайшете, Енисейске и других местах. Сменил много «профессий»: работал младшим санитаром в пересыльном бараке лагерной больницы, был ответственным за выдачу белья в бане, чернорабочим, слесарем на судоверфи, сторожем, счетоводом. В октябре 1939 написал прошение на имя маршала Ворошилова (из Ухтижмлага) с просьбой возвратить его в ряды РККА, но безрезультатно.
Полностью отбыв лагерный срок, направлен в ссылку в Красноярский край (прибыл 3 июня 1953 г.).
Определением Военной Коллегии Верховного Суда СССР от 19 марта 1955 года приговор в отношении него был отменён за отсутствием состава преступления. 11 апреля 1955 года А. И. Тодорский был вызван в Красноярск, где ему вручили справку о реабилитации, после чего он сразу вылетел в Москву. Решением Комиссии партийного контроля при ЦК КПСС от 22 апреля 1955 года он был восстановлен в партии. Также был восстановлен в Советской армии с присвоением звания генерал-лейтенанта, восстановлен в правах на награды указом Президиума Верховного Совета СССР от 12 августа 1955 г. В 1955 году вышел в отставку в звании генерал-лейтенанта.
Летом 1956 года работал в так называемой «комиссии Шверника», проводил освобождение и реабилитацию заключённых, в частности, в Степлаге (Казахская ССР), где среди многих освободил и Бориса Бурковского.
Тодорский вспоминал:

«…Подумать только: семнадцать лет был отвергнутым, вычеркнутым из жизни, и вот — на совещании в ЦК, в генеральской форме, и… член комиссии Президиума Верховного Совета СССР по разбору дел заключенных Степного лагеря…
Приехал я в Джезказган. Тут и рудники, и медеплавильный комбинат, заводы… Одним словом, город большого труда. Нашу комиссию возглавлял секретарь ЦК Казахстана. Были в комиссии и секретарь Карагандинского обкома, председатель Павлоградского облисполкома, от союзной прокуратуры… семь человек, короче говоря. Но когда заключенные узнали, что в комиссии ещё и генерал, который сам год тому назад освободился… ходили как на слона смотреть. Теперь уже, дескать, все по справедливости будет…
Освободили мы в этом лагере три четверти состава заключенных… За три месяца только одна наша комиссия воскресила из мертвых тысячи людей!..»
А. И. Тодорский является автором одного из первых списков репрессированных военачальников. О встрече с ним в Казани в 1963 году вспоминал профессор Алексей Литвин.
В 1966 году именем Тодорского названа улица в Весьегонске, а в 1983-м — в Твери.

## Семья
Жена — Черняк, Рузя Иосифовна (1900—1937) — политический и комсомольский деятель, участница гражданской войны, работала в наркомате оборонной промышленности. Репрессирована по делу Тухачевского в 1937 г. и позже расстреляна. 
Дочь — Тодорская (Орлова) Лада (Услада) Александровна (1921—1966). Похоронена рядом с отцом на Новодевичьем кладбище Москвы (6 уч. 23 ряд).
- Брат — Тодорский Иван Иванович  (1898—1937), начальник Главного управления химической промышленности Hаркомата тяжелой промышленности СССР; один из организаторов и исполнителей работ по изготовлению и установке звезд на башнях Московского Кремля.  Арестован через несколько дней ареста Р.И.Черняк.  В середине сентября 1937 года И. И. Тодорский был приговорен Военной коллегией к расстрелу[12].  Захоронен в общей могиле на Донском кладбище.
- Брат — Тодорский Виктор Иванович (1899–1932), ответственный секретарь Пермского губисполкома, заведующий отделом Уралобкома, член коллегии ОГПУ в Москве[13].
- Брат — Тодорский Анатолий Иванович (1907–1982), педагог. Директор средней общеобразовательной школы № 248 города Ленинграда. Заслуженный учитель школы РСФСР (1974).  В 1938 году был  исключен из членов ВКП(б) как брат «врага народа». В 1941 году организовывал эвакуацию детей Кировского района Ленинграда в Вологодскую область. После эвакуации детей ушел на фронт. После войны был директором ленинградских школ, руководил отделом образования Кировского района.
- Сестра — Тодорская Клавдия Ивановна (род. 1896). Работала учительницей. Ее муж —Троицкий Иван Константинович (1893–1941), священник, арестован в 1937 году, приговорен к 10 годам ИТЛ, умер в в лагере[14].
- Сестра — Тодорская Алевтина Ивановна (род. 1902). Окончила педагогический институт в городе Пермь. Ее муж, Плаксин Петр Аркадьевич, был репрессирован.

## Награды
Российская империя
- Орден Святой Анны 4-й степени с надписью «За храбрость» (16.06.1915)
- Орден Святого Станислава 3-й степени с мечами и бантом (17.09.1916)
- Орден Святой Анны 3-й степени с мечами и бантом (14.02.1917)
- Орден Святой Анны 2-й степени с мечами (16.07.1916),
- Орден Святого Станислава 2-й степени с мечами (27.02.1916)
- Орден Святого Владимира 4-й степени с мечами и бантом (4.01.1917)

СССР
- Два ордена Красного Знамени РСФСР (20.09.1921, 31.10.1923)[15]
- Орден Красной Звезды (25.05.1936)[15]
- Орден Красного Знамени Азербайджанской ССР (1924)[15][16]
- Орден Красного Знамени Армянской ССР (1924)[15]

## Сочинения
- Тодорский А. И. Большое в малом : [Из личных впечатлений А. И. Тодорского о Весьегонске]. — Калинин : Кн. изд-во, 1960. — 46 с.
- Тодорский А. И. Большое в малом; [Год — с винтовкой и плугом: Очерки / Предисл. Б. Полевого]. — М.: Госполитиздат, 1961. — 115 с. — (Страницы нашей жизни; [8])
- Тодорский А. И. Год с винтовкой и плугом : 1917 7 нояб. / 25 окт. 1918. — Весьегонск : Весьегон. уезд. испол. ком., 1918. — 79 с.
  -  — 2-е изд. — Л. : Прибой, 1924. — 63 с.
  - / Со вступит. статьями В. И. Ленина и Л. С. Сосновского и стихотворением Демьяна Бедного. — М.; Л.: Гос. изд-во, 1927. — 272 с.
  -  — М. : Сов. Россия, 1958. — 72 с.
- Тодорский А. И. Красная армия в горах : Действия в Дагестане. — М.: [Воен. вестник], 1924. — 187 с.
- Тодорский А. И. Там и тут : Пьеса из наших дней в 2-х д. для раб.-крест. театра. — Весьегонск : Весьегон. уезд. исполком, 1919. — 35 с.
- Тодорский А. И. Маршал Тухачевский. — М.: Политиздат, 1963. — 93 с. — (Герои и подвиги)
  -  — М.: Политиздат, 1964. — 95 с. — (Герои и подвиги)
  -  — М.: Политиздат, 1966. — 95 с. — (Герои и подвиги)
- Тодорский А. И., Киселёв А. Черные страницы Весьегонской истории. — 1920.
- Тодорский А. И. «Окопы эти охранят Варшаву, к которой так неравнодушен немец …» Дневник начальника саперной команды 24-го Сибирского стрелкового полка прапорщика А. И. Тодорского. Июнь-сентябрь 1915 года. // Военно-исторический журнал. — 2004. — № 8. — С.26-31.; № 9. — С.23-28.
- Тодорский А. И. Думы участника гражданской войны. // Военно-исторический журнал. — 1961. — № 2. — С.13-24.
- Тодорский А. И. На грани двух миров. К 50-летию войны 1914—1918 годов. // Международная жизнь. — 1964. — № 8. — С.81-88.